# Robert Morrison MacIver
Robert Morrison MacIver, född 17 april 1882 i Stornoway i Yttre Hebriderna i Skottland, död 15 juni 1970 i New York, var en skotsk sociolog verksam i USA.
MacIver gjorde en distinktion mellan kultur och civilisation: Till kultur räknade han sådana företeelser som kräver omdömen - till exempel konst, litteratur och filosofi - och det vi får från vetenskap och teknik hör till civilisationen. Denna ståndpunkt sammanfattade han i devisen: Kultur är målet, civilisationen medlet.